# Sungai Naik (Rantau Bayur)
Sungai Naik is een bestuurslaag in het regentschap Banyuasin van de provincie Zuid-Sumatra, Indonesië. Sungai Naik telt 684 inwoners (volkstelling 2010).